# Norra Valltjärnen
Norra Valltjärnen är en sjö i Åre kommun i Jämtland och ingår i Nean-Vapstälvens kustområde. Sjön har en area på 0,0535 kvadratkilometer och ligger 406,8 meter över havet. Norra Valltjärnen ligger i Skäckerfjällen Natura 2000-område.

## Delavrinningsområde
Norra Valltjärnen ingår i det delavrinningsområde (707984-133448) som SMHI kallar för Gräns mot Norge. Medelhöjden är 434 meter över havet och ytan är 0,8 kvadratkilometer. Räknas de 7 avrinningsområdena uppströms in blir den ackumulerade arean 10,42 kvadratkilometer. Vattendraget som avvattnar avrinningsområdet har biflödesordning 2, vilket innebär att vattnet flödar genom totalt 2 vattendrag innan det når havet efter 7,8 kilometer. Avrinningsområdet består mestadels av skog (93 procent). Avrinningsområdet har 0,05 kvadratkilometer vattenytor vilket ger det en sjöprocent på 6,8 procent.